# Welle (Maschinenelement)

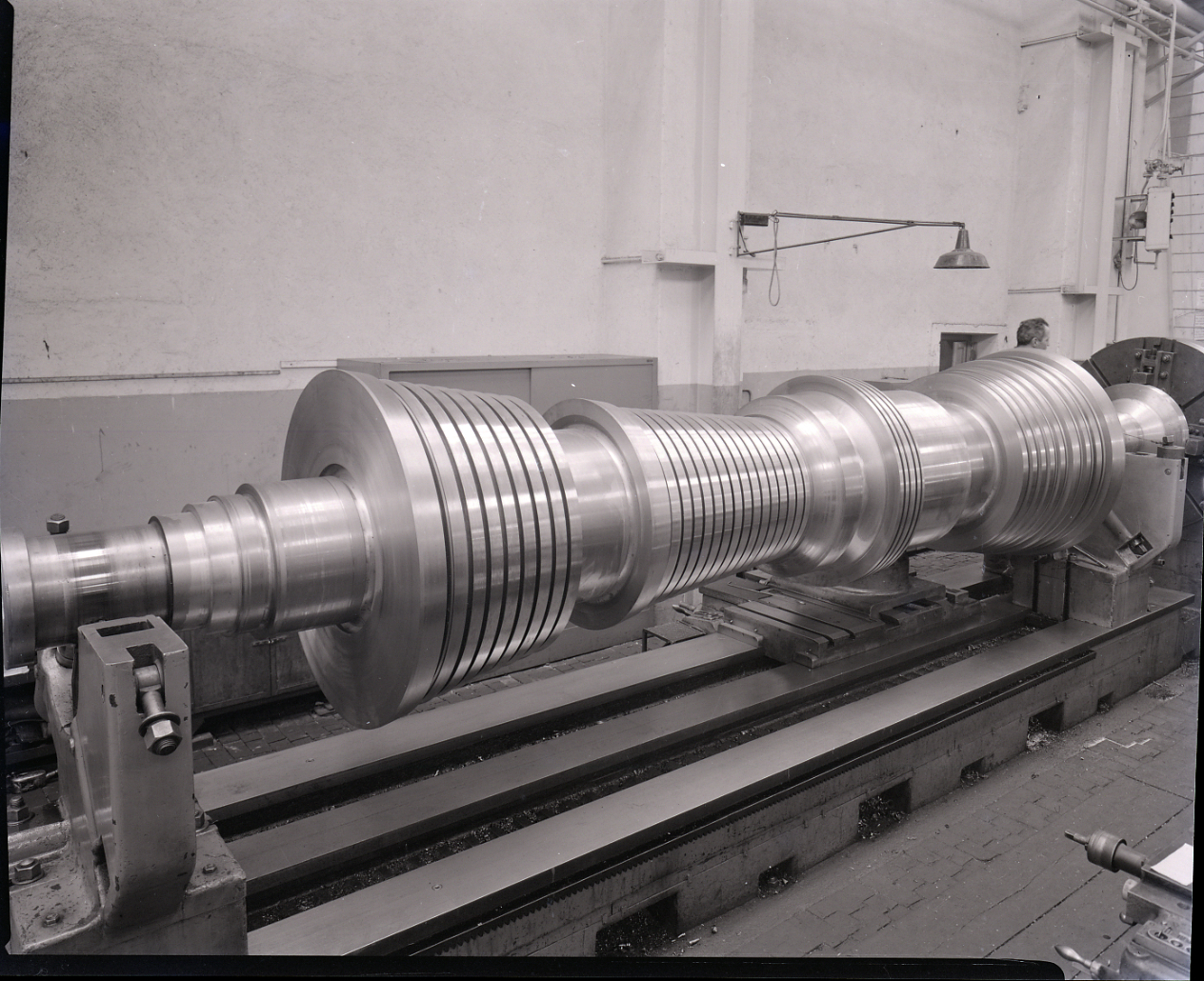
Fertigung einer Turbinenwelle mit Aufsätzen in einem Stück.

Eine Welle ist ein rotierendes längliches Maschinenelement  mit meistens kreisförmigen Querschnitten, das zur Übertragung von Drehbewegungen und Drehmomenten dient. Eine Welle ist über mindestens zwei Drehlager mit dem Maschinengestell verbunden. Bei der Übertragung von Drehmomenten wird die Welle auf Torsion beansprucht.
Im Unterschied zur Welle überträgt eine Achse kein Drehmoment. Sie wird deshalb nicht auf Torsion beansprucht.

## Etymologie
Das Wort Welle stammt vom mittelhoch- und mittelniederdeutschen welle, wille für „Walze“. Dieses wurde hergeleitet aus dem erschlossenen indogermanischen Wort *wel- mit der Bedeutung „walken“, „walzen“.

## Begriffe
Ein abgesetztes Wellenende, auf dem ein (mit)rotierendes Bauteil befestigt ist, wird Wellenzapfen oder (bei Fahrzeugen) Achszapfen genannt.
Ein umlaufend abgesetzter Streifen mit einem (geringfügig) größerem Durchmesser wird als Wellenbund bezeichnet. Ebenso wie ein Absatz auf der Welle mit reduziertem Durchmesser dient der Wellenbund üblicherweise als Anschlag.

## Hohlwelle
Hohlwellen werden vor allem eingesetzt, wenn an Gewicht gespart werden oder die Welle eine hohe Eigenfrequenz haben soll. Weiter kann der Raum im Inneren von Hohlwellen, zum Beispiel auch für andere Bauteile, weitere Wellen oder Achsen, oder zur Durchleitung von Kühl- oder Spülmittel oder ähnlichem verwendet werden. Hohlwellen sind aufwändiger zu fertigen. Eine weit verbreitete Anwendung ist die Kardanwelle an Automobilen und der Hohlwellenantrieb an Elektrolokomotiven.

## Biegsame Welle
Biegsame Wellen werden verwendet, wenn das anzutreibende Element beweglich ist (z. B. handgeführte Geräte) und die Antriebsquelle nicht mitbewegt werden kann oder soll, oder wenn (bei Schaltwellen oder Schraubendrehern) das zu bewegende Objekt nicht auf direktem Weg erreicht werden kann. Sie bestehen aus mehreren Lagen entgegengesetzt schraubenförmig umeinander gewundener Drähte (Wellenseele), die als Paket in einem Metall- oder Kunststoffschutzschlauch rotieren. Sie werden mit Fett geschmiert.
Biegsame Wellen haben eine Vorzugsdrehrichtung, die von der Richtung der obersten Drahtlage abhängt. Die Wendelung im Sinn eines Linksgewindes ist optimal zum Übertragen einer Rechtsdrehung (aus Sicht hinter dem Antrieb im Uhrzeigersinn) etwa zum Bohren mit einem Spiralbohrer mit üblichem Rechtsdrall. Bei entgegengesetzter Drehrichtung können nur etwa 40–70 % der Leistung übertragen werden, da eine gegenläufige gewendelte, weiter innen liegende, Drahtlage auf Zug gehen muss. Daher kann sie typischerweise weniger Drehmoment übertragen. Drahtlagen auf Zug entwickeln eine das Drahtpaket einschnürende Kraft. Drahtlagen, die auf Stauchung beansprucht werden, wollen hingegen radial nach außen ausweichen, was in begrenztem Maße tolerierbar ist, sofern gegenläufige Wendel das Drehmoment auf Zug aufnehmen.
Die Anschlussmaße sind in DIN 42995 genormt.
Anwendungen: z. B. Feinmechanikergeräte und Zubringer für analoge Armaturen (Tachometer, Drehzahlmesser). Die Bohrer beim Zahnarzt werden inzwischen pneumatisch – ohne flexible Welle – angetrieben, da so höhere Drehzahlen erreicht werden.
Vor allem aus Kostengründen oder aufgrund begrenzten Bauraumes werden biegsame Wellen auch zum Ausgleich eines festen Winkelversatzes alternativ zu Kreuzgelenk oder Umlenkgetriebe eingesetzt. Beispiele hierfür sind Motorsensen oder einfache Deltaschleifer.

## Kurbelwelle
Mit einer Kurbelwelle wird beim Kolbenmotor eine geradlinige Hin- und Herbewegung in eine drehende Bewegung umgewandelt (Kurbeltrieb). Beim Kolbenkompressor gibt es die umgekehrte Bewegungsumwandlung.
Typisch ist die dem halben Hub entsprechende Kröpfung der Welle.

## Gelenkwelle
Gelenkwellen dienen:

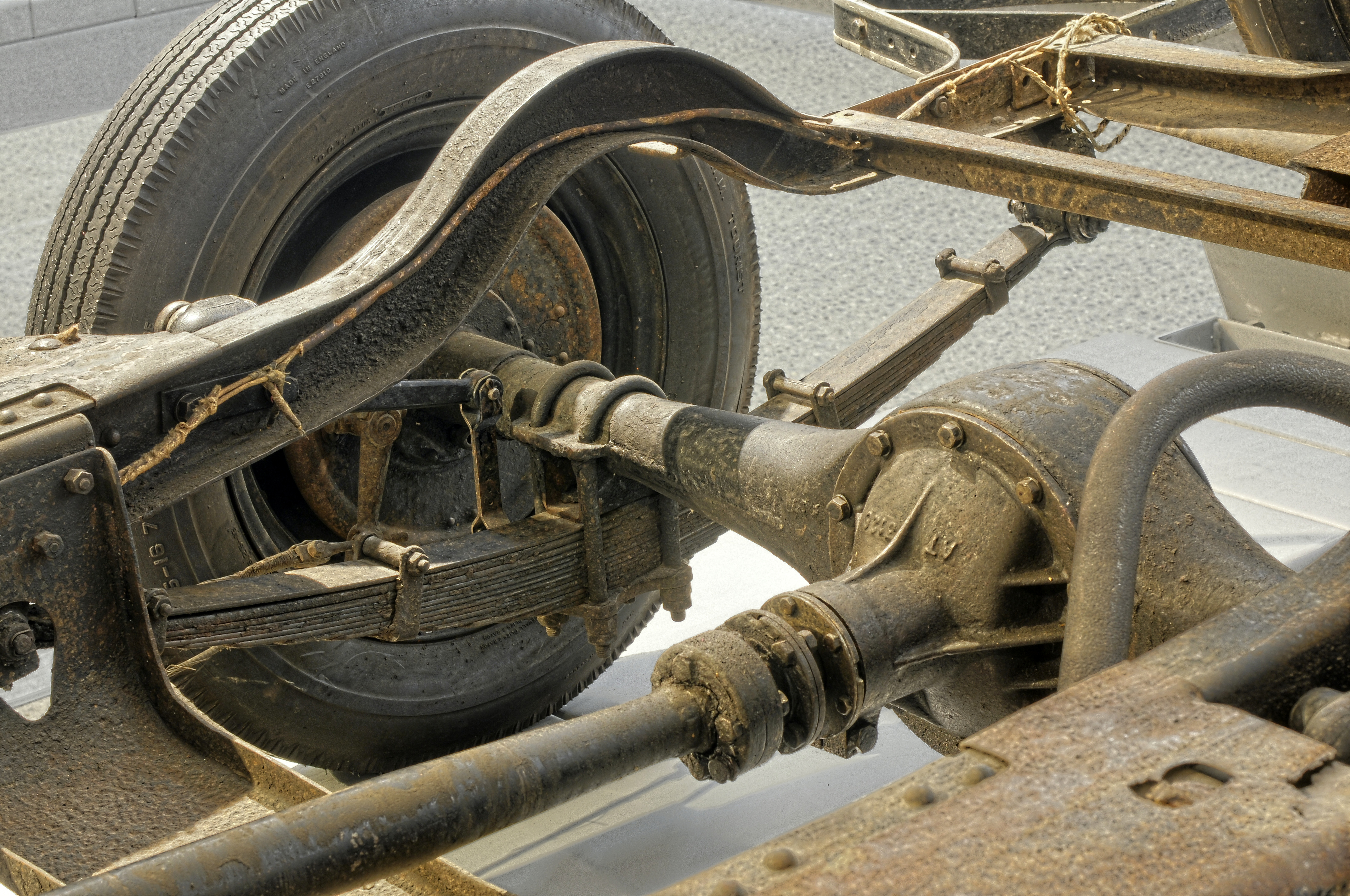
Antriebswelle zur Hinterachse an einem Škoda 422 mit Hardyscheibe zum Ausgleich von Fluchtfehlern der Wellen. Links davon ist die zur Versteifung ballig geformte Verbindungsachse zu Getriebe und Motor sichtbar.

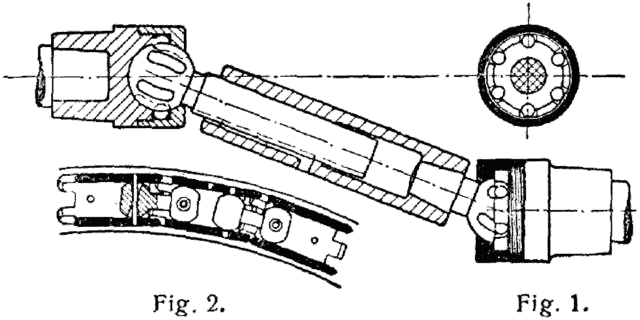
Gelenkwelle

- zur Übertragung von Drehmomenten bei nichtfluchtenden Drehachsen
- zur Übertragung von Drehmomenten bei sich gegeneinander bewegenden Teilen
- zum Längenausgleich wird häufig zusätzlich ein Schiebestück vorgesehen.

Gelenkwellen werden eingesetzt, wenn flexible Kupplungen durch Hardyscheiben, Elastomerkupplungen oder Antriebsgelenkscheiben nicht mehr ausreichen, um einen großen Winkelversatz zuzulassen oder sehr große Leistungen zu übertragen. Eine Gelenkwelle besteht aus zwei Anschlussflanschen, einem oder zwei Gelenken und einer starren oder in der Länge veränderlichen Längsstange. 

### Kardanwelle

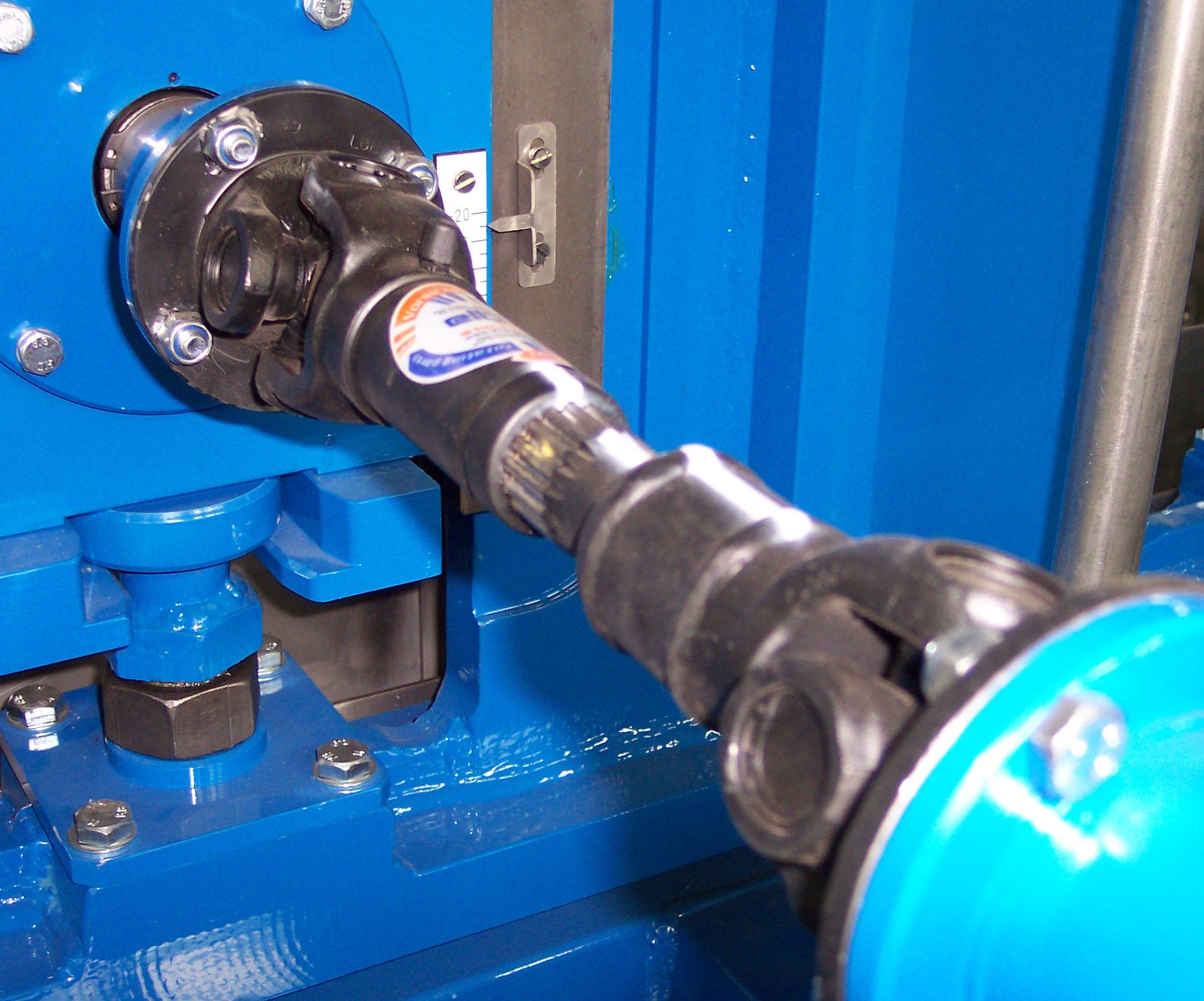
Gelenkwelle mit Kardangelenken

Kardanwellen haben eine weite Verbreitung im Fahrzeugbau und der Antriebstechnik. Sie sind vergleichsweise einfach aufgebaut und bestehen im Wesentlichen aus einer Welle mit einem oder auch zwei Kreuzgelenken. Der Kardanfehler bewirkt jedoch eine Ungleichförmigkeit der Kraftübertragung, weshalb Kardanwellen in bestimmten Anwendungsbereichen nicht verwendet werden können.

### Doppelgelenkwelle
Kardanwellen mit zwei Kreuzgelenken werden in vielen Kraftfahrzeugen eingesetzt, um den Kardanfehler zu verringern. Dabei sind die Gelenke mit einer Zwischenwelle verbunden. Im Falle eines Doppelkreuzgelenks kann diese Verbindungswelle auf einen inneren Mitnehmer reduziert sein, siehe Doppelkreuzgelenk. Ganz vermeiden lässt sich der Kardanfehler jedoch nur mit homokinetischen Gelenken und Gleichlaufwellen.

### Gleichlaufwelle
Die Gleichlaufwelle ist eine Sonderform der Gelenkwelle, die auch dann keine Ungleichförmigkeit bei der Übertragung der Drehbewegung erzeugt, wenn am Gelenk Biegewinkel auftreten. Das bekannteste Einsatzgebiet von Gleichlaufwellen sind Antriebswellen an Fahrzeugrädern, die zugleich der Lenkung dienen. Durch die größere Abwinkelung des Gelenks bei eingeschlagener Lenkung würde beim Einsatz von Kreuzgelenken oder Scharniergelenken eine spürbare Laufunruhe auftreten. Auch elastomere Gelenkscheiben wie Hardyscheiben lassen sich nicht bei größerem Winkelversatz einsetzen. Diese können aber an anderer Stelle als Gleichlaufgelenke eingesetzt werden.

### Technische Grenzen
Der Anwendung von Wellen sind bestimmte technische Grenzen gesetzt, die abhängig von der Ausführung der Welle und der Gelenke mehr oder weniger schnell erreicht sein können: 
- Eine Welle hat eine biegekritische Drehzahl oder Resonanzfrequenz, ab der Unwuchten zu einem Schlagen führen. Dieser Effekt begrenzt die maximale Drehzahl der Welle.[3] Daher werden schnell drehende Wellen steif ausgeführt, typisch als Rohre mit großem Durchmesser. Die kritische Drehzahl lässt sich steigern, indem statt einer langen Welle mehrere kurze Wellen mit Zwischenlagern und zusätzlichen Gelenken verwendet werden. (Nachteil: Geräuschübertragung ins Fahrzeug durch die Zwischenlager).
- Mit steigendem Beugewinkel und steigendem Drehmoment sinkt der Wirkungsgrad der Gelenke. Bei falscher Auslegung (zu große Beugung oder zu große übertragene Leistung) kann die Erwärmung zur Zerstörung der Gelenke führen. Eine ideale gestreckte Welle (Beugewinkel β = 0°) hat theoretisch keine Verluste (η = 100 %), was jedoch in der Praxis aufgrund von Fertigungstoleranzen, Torsionsverlusten etc. nicht erreichbar ist.

Je nach Belastung aus dem Antrieb addieren sich neben der Schwingungsanregung auch Regelkreisfrequenzen und Unwucht auf. Besondere Beachtung muss bei der Auslegung von Gelenkwellen der Resonanzfrequenz beachtet werden. Durch die Auswahl von Dämpfungselementen mit unterschiedlichen Elastomerhärten kann die Schwingungsbelastung beeinflusst und begrenzt werden. Zwischenrohre werden je nach Einsatzfall aus Aluminium, Stahl, Edelstahl oder auch aus kohlenstofffaserverstärktem Kunststoff (CfK) ausgewählt.